# Ambrugeat
 Ambrugeat  (en occitano Ambrujat) es una comuna y población de Francia, en la región de Lemosín, departamento de Corrèze, en el distrito de Ussel y cantón de Meymac.
Su población en el censo de 2008 era de 207 habitantes.

## Demografía
| 235 | 270 | 204 | 192 | 184 | 216 | 207 |
| Para los censos de 1962 a 1999 la población legal corresponde a la población sin duplicidades (Fuente: INSEE [Consultar]) |     |     |     |     |     |     |